# 梁金荣
梁金荣（1960年5月21日—），广东广州人，中国国际象棋棋手。

## 生平
梁金荣于1980年获国际大师称号，是中国首批获得该称号的棋手之一。1997年，晋升为国际象棋特级大师，也是中国第七位特级大师。他曾于1995年、2000年两度获得全国国际象棋个人锦标赛冠军。其最高等级分为2000年1月创下的2536分。